# Pearl River (album)
 floden Pearl River i Mississippi USA
Pearl River er et studiealbum udgivet i 2007 af den danske jazzguitarist Jakob Bro. Udgivelsen blev præmieret af Statens Kunstråd som et værk der udmærkede sig særligt i 2007.

## Trackliste
1. Verse
2. Pearl River
3. Elephant
4. Black is All Colors at Once
5. Red Hook Railroad
6. Welcome
7. Mosquito Dance
8. Chinatown
9. 3x3

## Line up
- Jakob Bro (guitar)
- Chris Cheek (tenorsax)
- Mark Turner (tenorsax)
- Ben Street (bas)
- Paul Motian (trommer)